# Система синтетичного бачення

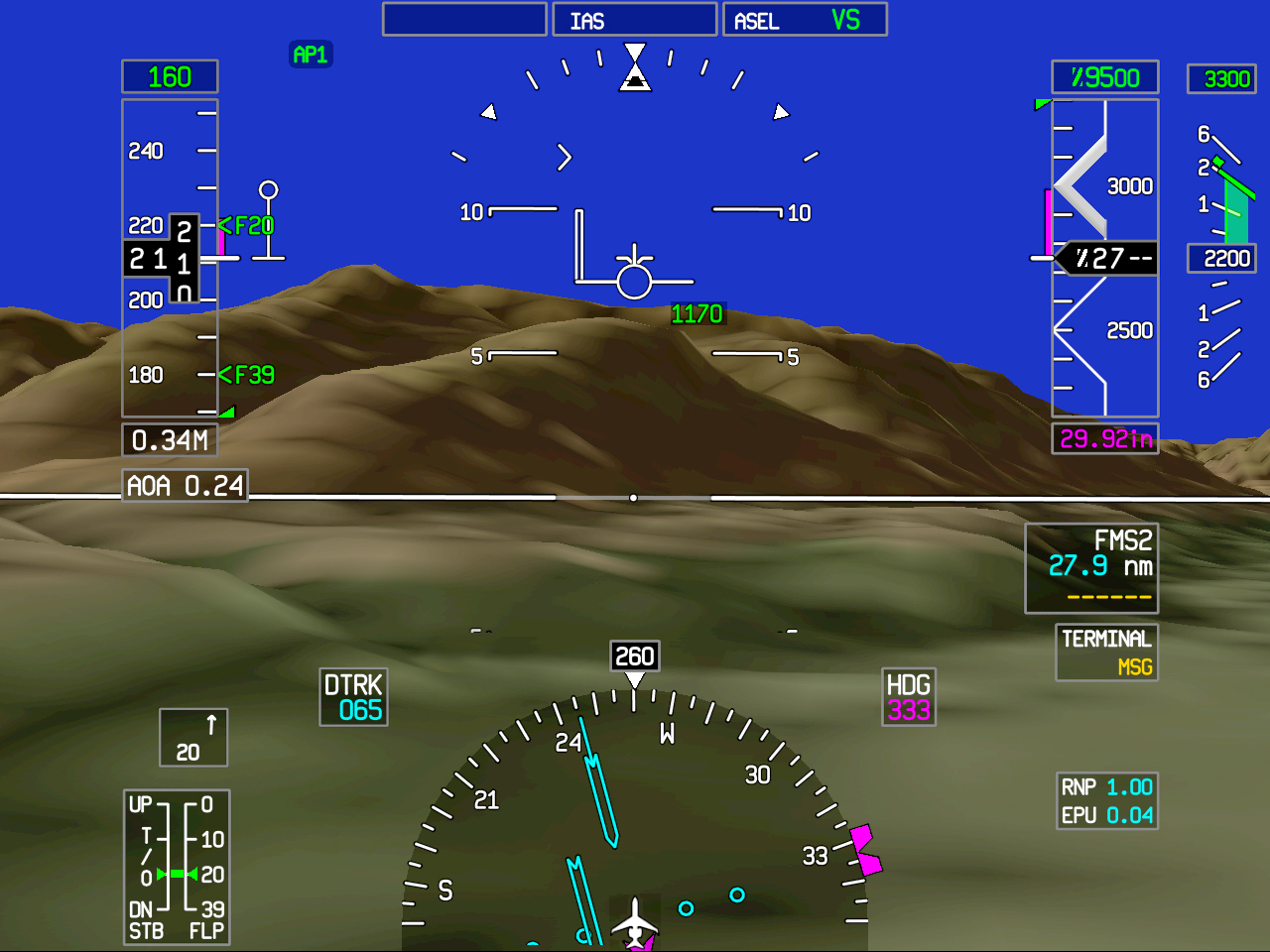
Сучасна синтетична система зору виробництва Honeywell

Система синтетичного бачення (англ. Synthetic vision system, SVS) — це комп'ютерна система реальності для літальних апаратів, яка використовує 3D, щоб надати пілотам чіткі та інтуїтивно зрозумілі засоби розуміння середовища польоту.

## Функціональність
Синтетичне бачення забезпечує ситуаційну обізнаність операторів за допомогою баз даних місцевості, перешкод, геополітичних, гідрологічних та інших баз даних. Типова програма SVS використовує набір баз даних, що зберігаються на борту літака, комп'ютер-генератор зображень і дисплей. Навігаційне рішення отримано за рахунок використання GPS та інерціальних систем відліку.
Шосе в небі (англ. Highway In The Sky (HITS)), або англ. Path-In-The-Sky, часто використовується для зображення спроектованої траєкторії літака в перспективі. Пілоти миттєво розуміють поточний, а також майбутній стан літака щодо рельєфу, веж, будівель та інших особливостей навколишнього середовища.

## Історія
Попередник таких систем існував у 1960-х роках, коли на озброєнні ВМС США дебютував палубний штурмовик Grumman A-6 Intruder. Розроблений із сидіннями екіпажу поруч, Intruder мав вдосконалену навігаційну/атакову систему під назвою Digital Integrated Attack and Navigation Equipment (DIANE), яка зв'язувала радіолокаційну, навігаційну та повітряну системи даних літака з цифровою системою. комп'ютер, відомий як AN/ASQ-61. Інформація від DIANE відображалася як пілоту, так і Bombardier/Navigator (BN) через екрани електронно-променевої трубки. Зокрема, один із цих екранів, вертикальний індикатор AN/AVA-1 (VDI), демонстрував пілоту синтетичне зображення світу перед літаком і в режимі Search Radar Terrain Clearance (SRTC) відображав рельєф місцевості. виявлений радаром, який потім відображався у вигляді закодованих ліній, які представляли задані кроки діапазону. Ця технологія під назвою «Контактний аналог» дозволяла літати на А-6 вночі, за будь-яких погодних умов, на низькій висоті та через пересічену або гірську місцевість без необхідності візуальних орієнтирів.
Синтетичне бачення було розроблено НАСА та ВПС США наприкінці 1970-х років і у 1980-х роках на підтримку передових досліджень кабіни пілотів, а в 1990-х роках як частину Програми авіаційної безпеки. Розвиток високошвидкісного цивільного транспорту стимулював дослідження НАСА в 1980-х і 1990-х роках. На початку 1980-х років ВПС США визнали потребу покращити обізнаність у кабіні пілота для підтримки пілотування все більш складних літальних апаратів і почали використовувати SVS (також називають авіонікою у графічному форматі) як технологію інтеграції як для пілотованих, так і для дистанційно керованих систем.

### Симуляції та дистанційно керовані транспортні засоби
У 1980 році FS1 Flight Simulator від Брюса Артвіка для мікрокомп'ютера Apple II представив рекреаційне використання синтетичного зору.

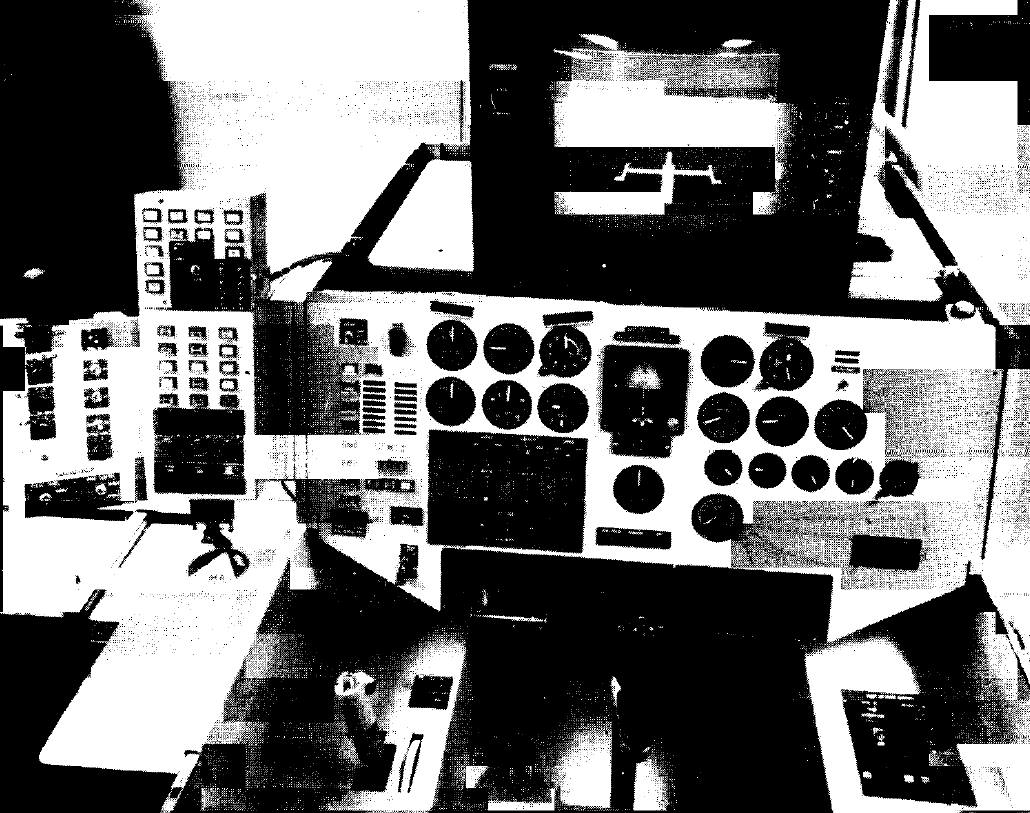
Кабіна HiMAT дистанційно пілотованого літака з дисплеєм синтетичного бачення

NASA використовувало синтетичне бачення для дистанційно керованих апаратів (RPV), таких як High Maneuverability Aerial Testbed або HiMAT. Згідно зі звітом NASA, літальним апаратом керував пілот у віддаленій кабіні, а сигнали управління передавалися від органів управління польотом у віддаленій кабіні на землі до літака, а телеметрія літака передавалася вниз на дисплеї віддаленої кабіни (дивіться фото). Віддалену кабіну можна було налаштувати за допомогою відео з носової камери або 3D-дисплея синтетичного зору. SV також використовувався для моделювання HiMAT. Саррафян повідомляє, що пілоти-випробувачі виявили, що візуальний дисплей можна порівняти з віддачею камери на борту RPV.

### В польоті

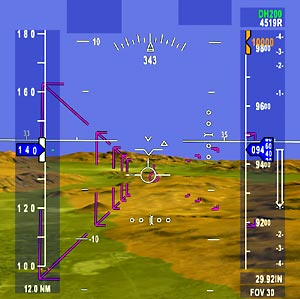
Синтетична система зору, яку NASA випробувало на бізнес-джеті Gulfstream V у 2004 році.

У 2005 році система синтетичного бачення була встановлена на випробувальному літаку Gulfstream V у рамках програми НАСА «Перетворення цілей у реальність». Значна частина досвіду, отриманого під час цієї програми, призвела безпосередньо до впровадження сертифікованих SVS на майбутніх літаках. На початку 2000 року НАСА розпочало співпрацю з великими виробниками авіоніки.
Ерік Теуніссен, дослідник Делфтського технологічного університету в Нідерландах, зробив внесок у розвиток технології SVS.
Наприкінці 2007 та на початку 2008 року FAA сертифікувало систему Gulfstream Synthetic Vision - Primary flight display (SV-PFD) для бізнес-реактивних літаків G350/G450 і G500/G550, що відображає 3D-кольорові зображення рельєфу з накладених даних Honeywell EGPWS із символікою PFD. Він замінює традиційний синій поверх коричневого штучного горизонту.
У 2017 році Avidyne Corporation сертифікувала можливості Synthetic Vision для своєї аеронавігаційної авіоніки. Інші системи скляної кабіни, такі як Garmin G1000 і Rockwell Collins Pro Line Fusion, пропонують синтетичний рельєф.
Дешевша несертифікована авіоніка пропонує синтетичне бачення, як-от програми, доступні для планшетних комп'ютерів Android від Garmin, або iPad від ForeFlight, Hilton Software.

## Регламенти та стандарти
- RTCA DO-315B. IEEE. 21 червня 2011. Minimum aviation system performance standards for Enhanced Vision Systems, Synthetic Vision Systems, Combined Vision Systems and Enhanced Flight Vision Systems.
- ED-179B - Minimum aviation system performance for Enhanced Vision Systems and Synthetic Vision Systems and Combined Vision Systems and Enhanced Flight Vision Systems. European Organisation for Civil Aviation Equipment. September 2011.